# 蒙特勒伊拉尔日耶
蒙特勒伊拉尔日耶（法語：Montreuil-l'Argillé，法語發音：[mɔ̃tʁœj laʁʒije]）是法国厄尔省的一个市镇，属于贝尔奈区。

## 地理
蒙特勒伊拉尔日耶（48°56'19"N, 0°28'50"E）面积13.72 平方千米，位于法国诺曼底大区厄尔省，该省份为法国北部内陆省份，北起滨海塞纳省，西接奧恩省和卡爾瓦多斯省，南至厄尔-卢瓦省，东临瓦兹省、瓦兹河谷省和伊夫林省。
与蒙特勒伊拉尔日耶接壤的市镇（或旧市镇、城区）包括：拉古拉夫里耶尔、圣阿尼昂德塞尼耶尔、圣皮埃尔德塞尼耶尔、圣但尼多日龙。

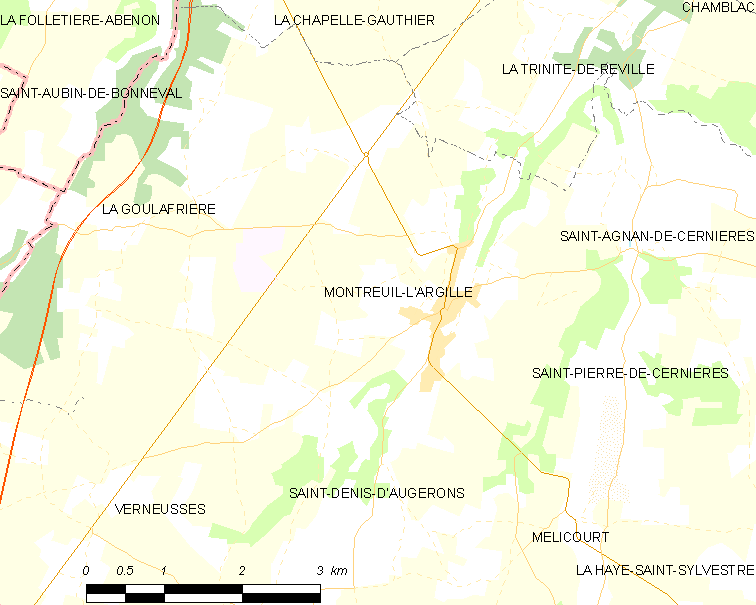
蒙特勒伊拉尔日耶的OSM定位图

蒙特勒伊拉尔日耶的时区为UTC+01:00、UTC+02:00（夏令时）。

## 行政
蒙特勒伊拉尔日耶的邮政编码为27390，INSEE市镇编码为27414。

## 政治
蒙特勒伊拉尔日耶所属的省级选区为布勒特伊县。

## 人口

1962-2008年间蒙特勒伊拉尔日耶人口变化图示

蒙特勒伊拉尔日耶于2022年1月1日时的人口数量为788人。